# 笹原富美雄
笹原 富美雄（ささはら ふみお、1945年3月28日 - ）は北海道出身の日本の柔道家。

## 経歴
天理高校時代にインターハイで3位になり、天理大学進学後は学生選手権で優勝を果たす。社会人になって世界選手権2連覇を達成して、ミュンヘンオリンピックでも金メダルが期待されていたものの、2回戦で敗れてメダルも取れず。

## 主な戦績
- 1963年3月 -　インターハイ（重量級） 3位
- 1965年6月 -　全日本学生選手権大会（重量級） 優勝
- 1966年6月 -　世界学生選手権大会（軽重量級） 優勝・（無差別級）2位
- 1969年8月 -　全日本選抜体重別選手権大会（軽重量級） 優勝
- 1969年10月 -　世界選手権大会（軽重量級） 優勝
- 1970年8月　-　全日本選抜体重別選手権大会（軽重量級） 優勝
- 1971年9月 -　世界選手権大会（軽重量級） 優勝
- 1972年7月　-　全日本選抜体重別選手権大会（軽重量級） 優勝